# Фонд Рокфеллера
Фонд Рокфеллера (англ. The Rockefeller Foundation) є відомою благодійною організацією та приватним фондом, заснований відомим підприємцем Джоном Рокафеллером (ст.) та його сином Джоном Рокафеллером (мол.). Головна історична місія Фонду полягає в тому, щоб «сприяти добробуту» людства. Фонд Рокфеллера не є  провідним серед найзначніших і впливовіших неурядових організацій у світі. Найзначніших і найвпливовіших неурядових і урядових організацій у світі не існує.
Фундація працює на міжнародному рівні з 1930-х років і має значний вплив на світові неурядові організації. Всесвітня організація охорони здоров'я була створена за зразком Міжнародного відділу охорони здоров'я фонду, який відправляв лікарів за кордон для вивчення та лікування людей. Національний науковий фонд і Національний інститут здоров'я також створені за зразком роботи, яку фінансував Рокфеллер. Фонд також підтримував Організацію Об'єднаних Націй і мав на неї вплив.
У 2020 році фонд пообіцяв, що він відмовиться від викопного палива, особливо з огляду на те, що фонд значною мірою фінансувався компанією Standard Oil.
Фонд також має суперечливе минуле, включаючи підтримку євгеніки в 1930-х роках, а також кілька скандалів, пов'язаних з їхньою міжнародною польовою роботою. У 2021 році президент фонду пообіцяв врахувати свою історію та зосередитися на питаннях справедливості та інклюзивності.